# Crestwood Village
Crestwood Village önkormányzat nélküli statisztikai település az USA New Jersey államában, Ocean megyében. Lakosainak száma 8426 fő (2020. április 1.).

## Népesség
A település népességének változása:

| 2010 | 7 907 |
| 2020 | 8 426 |